# 伊莎贝尔·博埃里-贝加尔
伊莎贝尔·博埃里-贝加尔（法語：Isabelle Boéri-Bégard，1960年7月7日—），法国女子击剑运动员。她曾代表法国参加1980年夏季奥林匹克运动会击剑比赛，获得女子团体花剑金牌。